# Coppa del Generalissimo 1963-1964
La Copa del Generalísimo 1963-1964 fu la 60ª edizione della Coppa di Spagna. Il torneo iniziò il 27 ottobre 1963 e si concluse il 5 luglio 1964. La finale si disputò allo Stadio Santiago Bernabéu di Madrid dove il Real Saragozza ottenne il suo primo titolo.

## Formula
In questa edizione presero parte tutte le squadre di Primera División e di Segunda División che si sfidarono in scontri ad eliminazione diretta. Le sedici squadre di Primera División furono qualificate direttamente per i sedicesimi.

## Squadre partecipanti

### Primera División

#### 16 squadre
| - Athletic Bilbao - Atlético Madrid - Barcellona - Real Betis - Córdoba - Elche | - Espanyol - Levante - Pontevedra - Real Madrid - Real Murcia | - Real Oviedo - Real Saragozza - Siviglia - Valencia - Real Valladolid |

### Segunda División

#### 32 squadre
| - CD Abarán - Alavés - Algeciras - Badalona - Burgos - Cadice - Celta Vigo - Ceuta Sport | - Constància - Deportivo La Coruña - Eldense - CE Europa - Granada - Hércules - Indautxu - Langreo | - Las Palmas - L'Hospitalet - Maiorca - Malaga - Melilla CF - Valencia Mestalla - Ontinyent - Osasuna | - Ourense - Racing Santander - Real Sociedad - Recreativo Huelva - San Fernando - Salamanca UDS - Sporting Gijón - Tenerife |

## Primo turno
|                   | Risultato |                     | Andata | Ritorno | Spareggio |  |
| ----------------- | --------- | ------------------- | ------ | ------- | --------- |  |
| Burgos            | 0 - 2     | Melilla CF          | 0 - 0  | 0 - 2   |           |  |
| L'Hospitalet      | 2 - 3     | Hércules            | 1 - 0  | 0 - 1   | 0 - 1     |  |
| Indautxu          | 8 - 3     | Granada             | 4 - 2  | 4 - 1   |           |  |
| Celta Vigo        | 2 - 1     | Cadice              | 0 - 0  | 2 - 1   |           |  |
| Eldense           | 4 - 3     | Sporting Gijón      | 4 - 1  | 0 - 2   |           |  |
| Maiorca           | 3 - 2     | Racing Santander    | 3 - 1  | 0 - 1   |           |  |
| Valencia Mestalla | 4 - 3     | CE Europa           | 4 - 1  | 0 - 2   |           |  |
| CD Abarán         | 2 - 3     | Deportivo La Coruña | 2 - 1  | 0 - 2   |           |  |
| Ceuta Sport       | 4 - 5     | Alavés              | 1 - 2  | 3 - 3   |           |  |
| San Fernando      | 2 - 3     | Real Sociedad       | 2 - 2  | 0 - 1   |           |  |
| Ontinyent         | 4 - 4     | Badalona            | 3 - 2  | 1 - 2   | 4 - 1     |  |
| Ourense           | 2 - 2     | Recreativo Huelva   | 2 - 0  | 0 - 1   |           |  |
| Osasuna           | 3 - 4     | Tenerife            | 2 - 2  | 1 - 2   |           |  |
| Salamanca UDS     | 2 - 5     | Malaga              | 1 - 1  | 1 - 4   |           |  |
| Langreo           | 3 - 2     | Algeciras           | 2 - 1  | 1 - 1   |           |  |
| Las Palmas        | 4 - 4     | Constància          | 3 - 0  | 1 - 4   | 0 - 1     |  |

## Sedicesimi di finale
|                     | Risultato |                   | Andata | Ritorno | Spareggio |  |
| ------------------- | --------- | ----------------- | ------ | ------- | --------- |  |
| Alavés              | 4 - 6     | Real Betis        | 1 - 1  | 3 - 5   |           |  |
| Barcellona          | 8 - 2     | Tenerife          | 7 - 0  | 1 - 2   |           |  |
| Elche               | 1 - 1     | Hércules          | 0 - 0  | 1 - 1   | 0 - 1     |  |
| Langreo             | 3 - 5     | Córdoba           | 1 - 1  | 2 - 4   |           |  |
| Real Madrid         | 10 - 2    | Indautxu          | 7 - 0  | 3 - 2   |           |  |
| Malaga              | 0 - 9     | Atlético Madrid   | 0 - 2  | 0 - 7   |           |  |
| Athletic Bilbao     | 1 - 2     | Celta Vigo        | 1 - 1  | 0 - 1   |           |  |
| Deportivo La Coruña | 5 - 3     | Real Murcia       | 5 - 0  | 0 - 3   |           |  |
| Ourense             | 2 - 3     | Espanyol          | 2 - 1  | 0 - 2   |           |  |
| Melilla CF          | 1 - 2     | Real Valladolid   | 1 - 0  | 0 - 2   |           |  |
| Ontinyent           | 3 - 5     | Real Oviedo       | 1 - 1  | 2 - 4   |           |  |
| Maiorca             | 2 - 4     | Real Saragozza    | 0 - 2  | 2 - 2   |           |  |
| Siviglia            | 2 - 1     | Constància        | 2 - 0  | 0 - 1   |           |  |
| Valencia            | 7 - 0     | Valencia Mestalla | 2 - 0  | 5 - 0   |           |  |
| Pontevedra          | 6 - 3     | Eldense           | 5 - 0  | 1 - 3   |           |  |
| Real Sociedad       | 1 - 0     | Levante           | 0 - 0  | 1 - 0   |           |  |

## Ottavi di finale
|                     | Risultato |                 | Andata | Ritorno |  |
| ------------------- | --------- | --------------- | ------ | ------- |  |
| Celta Vigo          | 2 - 4     | Atlético Madrid | 2 - 1  | 0 - 3   |  |
| Real Valladolid     | 3 - 6     | Hércules        | 3 - 2  | 0 - 4   |  |
| Real Betis          | 2 - 1     | Pontevedra      | 1 - 1  | 1 - 0   |  |
| Real Saragozza      | 9 - 3     | Real Oviedo     | 6 - 0  | 3 - 3   |  |
| Deportivo La Coruña | 1 - 5     | Valencia        | 1 - 0  | 0 - 5   |  |
| Córdoba             | 3 - 6     | Barcellona      | 1 - 2  | 2 - 4   |  |
| Espanyol            | 3 - 1     | Siviglia        | 3 - 1  | 0 - 0   |  |
| Real Madrid         | 2 - 0     | Real Sociedad   | 1 - 0  | 1 - 0   |  |

## Quarti di finale
|             | Risultato |                 | Andata | Ritorno | Spareggio |  |
| ----------- | --------- | --------------- | ------ | ------- | --------- |  |
| Real Madrid | 3 - 3     | Atlético Madrid | 2 - 2  | 1 - 1   | 1 - 2     |  |
| Barcellona  | 7 - 3     | Espanyol        | 3 - 1  | 4 - 2   |           |  |
| Hércules    | 0 - 4     | Real Saragozza  | 0 - 1  | 0 - 3   |           |  |
| Real Betis  | 3 - 4     | Valencia        | 2 - 2  | 1 - 2   |           |  |

## Semifinali
|            | Risultato |                 | Andata | Ritorno |  |
| ---------- | --------- | --------------- | ------ | ------- |  |
| Barcellona | 3 - 4     | Real Saragozza  | 3 - 2  | 0 - 2   |  |
| Valencia   | 2 - 4     | Atlético Madrid | 1 - 1  | 1 - 3   |  |

## Finale
| Arbitro: | Félix Birigay |

|                       |           |             |
| Lapetra 18’ Villa 33’ | Marcatori | 71’ Cardona |